# Givenchy-lès-la-Bassée
Givenchy-lès-la-Bassée é uma comuna francesa na região administrativa de Altos da França, no departamento de Pas-de-Calais. Estende-se por uma área de 3,89 km². Em 2010 a comuna tinha 1 037 habitantes (densidade: 266,6 hab./km²).